# Team Deutsche Telekom/1998
Deze pagina geeft een overzicht van de wielerploeg Team Deutsche Telekom in 1998.

## Algemeen
Sponsors: Deutsche Telekom (Telefonieaanbieder)
Algemeen manager: Eddy Vandenhecke
Ploegleiders: Walter Godefroot, Rudy Pevenage, Frans Van Looy
Fietsen: Pinarello

## Renners
| Naam               | Geboortedatum | Nationaliteit | Ploeg 1997         |
| ------------------ | ------------- | ------------- | ------------------ |
| Rolf Aldag         | 25-08-1968    | Duitsland     |                    |
| Dirk Baldinger     | 27-08-1971    | Duitsland     | Polti              |
| Michael Blaudzun   | 30-04-1973    | Denemarken    | Rabobank           |
| Udo Bölts          | 10-08-1966    | Duitsland     |                    |
| Bert Dietz         | 02-09-1969    | Duitsland     |                    |
| Francesco Frattini | 18-01-1967    | Italië        | Batik-Del Monte    |
| Christian Henn     | 11-03-1964    | Duitsland     |                    |
| Jens Heppner       | 23-12-1964    | Duitsland     |                    |
| Kai Hundertmarck   | 25-04-1969    | Duitsland     |                    |
| Andreas Klöden     | 22-06-1975    | Duitsland     | Neoprof            |
| Giovanni Lombardi  | 20-06-1969    | Italië        |                    |
| Dirk Müller        | 04-08-1973    | Duitsland     | EC Bayer Worringen |
| Bjarne Riis        | 03-04-1964    | Denemarken    |                    |
| Jan Schaffrath     | 17-09-1971    | Duitsland     |                    |
| Georg Totschnig    | 25-05-1971    | Oostenrijk    |                    |
| Jan Ullrich        | 02-12-1973    | Duitsland     |                    |
| Steffen Wesemann   | 11-03-1971    | Duitsland     |                    |
| Erik Zabel         | 07-07-1970    | Duitsland     |                    |

## Belangrijke overwinningen
| Zesdaagse van Dortmund Rolf Aldag Zesdaagse van Fiorenzuola d' Arda Giovanni Lombardi Ronde van Valencia 1e etappe: Erik Zabel Milaan-San Remo Erik Zabel Tirreno-Adriatico 2e etappe: Erik Zabel 6e etappe: Giovanni Lombardi 7e etappe: Erik Zabel 8e etappe: Erik Zabel Ronde van Normandië Proloog: Andreas Klöden Ronde van Castilië en León 4e etappe, deel A: Steffen Wesemann Ronde van Nedersaksen 3e etappe, deel A: Andreas Klöden Eindklassement: Andreas Klöden GP Herning Bjarne Riis Ronde van Luxemburg 4e etappe: Erik Zabel Ronde van Beieren Proloog: Dirk Müller 1e etappe: Erik Zabel 2e etappe: Dirk Müller 4e etappe: Erik Zabel | Euskal Bizikleta 5e etappe: Bjarne Riis Route du Sud 4e etappe: Erik Zabel Ronde van Frankrijk 3e etappe: Jens Heppner 7e etappe: Jan Ullrich 16e etappe: Jan Ullrich 20e etappe: Jan Ullrich Jongerenklassement: Jan Ullrich Puntenklassement: Erik Zabel Ronde van Aragon 4e etappe: Erik Zabel 5e etappe: Erik Zabel Ronde van Bochum Jan Ullrich Ronde van Saksen Proloog: Steffen Wesemann 6e etappe: Dirk Müller Ronde van Spanje 7e etappe: Giovanni Lombardi Ronde van Neurenberg Jan Ullrich GP van Wallonië Udo Bölts |

1989 · 1990 · 1991 · 1992 · 1993 · 1994 · 1995 · 1996 · 1997 · 1998 · 1999 · 2000 · 2001 · 2002 · 2003 · 2004 · 2005 · 2006 · 2007 · 2008 · 2009 · 2010 · 2011